# Mannophryne yustizi
Mannophryne yustizi es una especie de anfibio anuro de la familia Aromobatidae.

## Distribución geográfica
Esta especie es endémica del estado de Lara en Venezuela. Habita entre los 1200 y 1800 m de altitud en los parques Yacambú y Terepaima.

## Etimología
Esta especie lleva el nombre en honor a Enrique Elías Yustiz.

## Publicación original
- La Marca, 1989 : A new species of collared frog (Anura: Dendrobatidae: Colostethus) from Serrania de Portuguesa, Andes of Estado Lara, Venezuela. Amphibia-Reptilia, vol. 10, n.º 2, p. 175-183.[5]